# 魏吉助
魏吉助（1942年—2011年7月10日），中華民國政治人物，台灣吾黨前领导人，曾擔任臺灣時報、台灣日報及民眾日報總編輯，著有《台灣諺語智慧：婚俗俚諺‧節氣諺語》等書，育有三女，長女是魏世芬。魏吉助於2001年9月14日创立台湾吾党，在任期间，台湾吾党于第5屆立法委員選舉中取得1席。魏吉助于2008年中風，並于2011年去世。